# Минова (станция)
Станция Минова (яп. 三ノ輪駅 минова эки) — железнодорожная станция на линии Хибия расположенная в специальном районе Тайто, Токио. Станция обозначена номером H-20. Была открыта 28-го марта 1961 года. На станции установлены автоматические платформенные ворота.

## Планировка станции
Две платформы бокового типа и два пути.
| 1 | ○ Линия Хибия | Уэно ・ Гиндза ・ Эбису ・ Нака-Мэгуро ・(Линия Тоёко) Хиёси ・ Кикуна |
| 2 | ○ Линия Хибия | Кита-Сэндзю ・(Линия Исэсаки) Тобу-Добуцукоэн                          |

## Близлежащие станции
| «                  |                    | Линия              |                      | »                    |
| Линия Хибия (H-20) | Линия Хибия (H-20) | Линия Хибия (H-20) | Линия Хибия (H-20)   | Линия Хибия (H-20)   |
| ------------------ | ------------------ | ------------------ | -------------------- | -------------------- |
| Ирия (H-19)        | Ирия (H-19)        | -                  | Минами-Сэндзю (H-21) | Минами-Сэндзю (H-21) |